# Talasémie

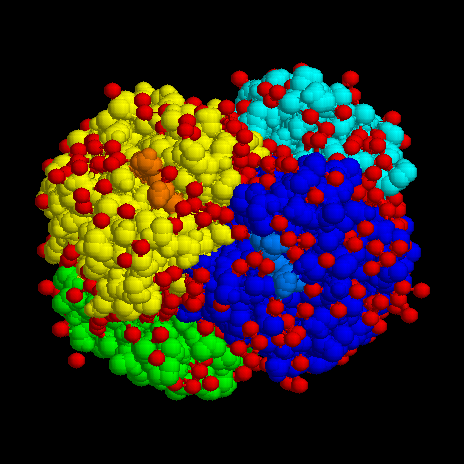
Hemoglobin se skládá ze dvou podjednotek alfa a ze dvou podjednotek beta (každá z čtyř podjednotek je označena jinou barvou, ač jsou vždy dvě a dvě totožné). Porucha tvorby jedné z podjednotek má za následek talasémii

Talasémie neboli středomořská anémie je souborné označení pro několik dědičných onemocnění krve, které vznikají v souvislosti s poruchou tvorby některé ze složek krevního barviva hemoglobinu. V typickém případě je tato nemoc důsledkem poruchy tvorby bílkovinné podjednotky α (tzv. α-talasémie) či β (tzv. β-talasémie) – vzácné podjednotky γ a δ způsobují talasémii jen zřídka.
Talasémie patří mezi tzv. hemoglobinopatie. Dochází k částečnému či totálnímu nedostatku hemoglobinových podjednotek, čímž vznikají problémy s dopravováním kyslíku ke tkáním.

## Typy
Talasémie vznikají mutací odpovídajících genů pro danou podjednotku hemoglobinu. Pokud je mutována jedna z alel daného genu, pak se hovoří o minor (heterozygotní) talasémii; když jsou mutovány obě alely, vzniká tzv. major talasémie (homozygotní). Homozygotní α-talasémie je téměř neslučitelná se životem (plod často umírá ještě v děloze v důsledku nedostatku kyslíku), homozygotní β-talasémie má rovněž velmi těžký průběh a u žen vede k neplodnosti. Heterozygotní talasémie mají obecně mnohem mírnější průběh.